# Iglesia Verdadera de Jesucristo de los Santos de los Últimos Días
La Iglesia Verdadera de Jesucristo de los Santos de los Últimos Días o Iglesia Mormona Reformada fue una denominación del Movimiento de los Santos de los Últimos Días. Se fundó en la primavera de 1844 en Nauvoo (Illinois) por líderes disidentes de La Iglesia de Jesucristo de los Santos de los Últimos Días.
El presidente fue William Law, un antiguo consejero de Joseph Smith. A Law se le unieron su hermano Wilson Law, Robert D. Foster, Charles A. Foster, Francis M. Higbee, Chauncey L. Higbee y Charles Ivins. Los miembros de la Iglesia Mormona Reformada creían que el "mormonismo" tal y como había sido practicado en sus orígenes era verdadero pero que la práctica del matrimonio plural en particular era una corrupción. William Law no dijo ser un profeta, sino tan solo el presidente de la iglesia. Este iglesia enseñó que Smith era un "profeta caído".
Este grupo fue el responsable de la impresión del Nauvoo Expositor.